# برن‌ساید (آیووا)
برن‌ساید (به انگلیسی: Burnside) یک محدوده ثبت‌نشده در ایالات متحده آمریکا است که در شهرستان وبستر، آیووا واقع شده‌است.

## خصوصیات
برن‌ساید ۳۴۷ متر (۱٬۱۳۸ فوت) بالاتر از سطح دریا واقع شده‌است.